# Terrassa (Gerichtsbezirk)
Der Gerichtsbezirk Terrassa ist einer der 25 Gerichtsbezirke in der Provinz Barcelona.
Der Bezirk umfasst 6 Gemeinden auf einer Fläche von 181,30 km² mit dem Hauptquartier in Terrassa.

## Gemeinden
| Gemeinde                | Einwohner (2024) | Fläche km² | Dichte Einw./km² | Cod INE | Postleitzahl |
| ----------------------- | ---------------- | ---------- | ---------------- | ------- | ------------ |
| Matadepera              | 9.815            | 25,29      | 388              | 08120   | 08230        |
| Rellinars               | 920              | 17,81      | 52               | 08179   | 08299        |
| Terrassa                | 228.708          | 70,29      | 3.254            | 08279   | 08221–08229  |
| Ullastrell              | 2.176            | 7,39       | 294              | 08290   | 08231        |
| Vacarisses              | 7.563            | 40,44      | 187              | 08291   | 08233        |
| Viladecavalls           | 7.802            | 20,08      | 389              | 08300   | 08232        |
| Gerichtsbezirk Terrassa | 256.984          | 181,30     | 1.417            | –       | –            |